# Koboko (district)
Pour les articles homonymes, voir Koboko (homonymie).
Le district de Koboko est un district du nord-ouest de l'Ouganda, frontalier à la fois de la République démocratique du Congo et du Soudan du Sud. Sa capitale est Koboko (en).
Le district est généralement considéré comme le lieu de naissance du dictateur Idi Amin Dada en 1925.